# Sageraea listeri
Sageraea listeri là loài thực vật có hoa thuộc họ Na. Loài này được George King miêu tả khoa học đầu tiên năm 1893.

## Phân bố
Loài này có ở Bangladesh, Myanmar và quần đảo Andaman.